# Taeromys celebensis
Taeromys celebensis  (Gray, 1867) è un roditore della famiglia dei Muridi endemico di Sulawesi.

## Descrizione

### Dimensioni
Roditore di medie dimensioni, con la lunghezza della testa e del corpo tra 201 e 249 mm, la lunghezza della coda tra 244 e 306 mm, la lunghezza del piede tra 47 e 56 mm, la lunghezza delle orecchie tra 25 e 28 mm e un peso fino a 345 g.

### Aspetto
Le parti superiori sono bruno-grigiastre, cosparse di peli più lunghi nerastri e rigidi, più abbondanti lungo la spina dorsale, mentre le parti ventrali sono bianche. La linea di demarcazione lungo i fianchi è netta. Le orecchie sono larghe e prive di peli.  I piedi sono marroni, ricoperti di piccoli peli. La coda è più lunga della testa e del corpo, il terzo basale è nerastro, il resto giallastro. Il cariotipo è 2n=39-40 FN=49-50.

## Biologia

### Comportamento
È una specie terricola e notturna. Si arrampica agilmente sugli alberi.

### Alimentazione
Si nutre di frutta.

### Riproduzione
Danno alla luce 2-3 piccoli alla volta.

## Distribuzione e habitat
Questa specie è diffusa nelle zone pianeggianti di Sulawesi.
Vive nelle foreste tropicali sempreverdi fino a 1.200 metri di altitudine. Probabilmente è assente dalle foreste secondarie, ma presente invece in zone forestali leggermente modificate.

## Conservazione
La IUCN Red List, considerato il vasto areale e la popolazione moderatamente comune,, classifica T.celebensis come specie a rischio minimo (Least Concern).